# Polydrusus pallidus
Polydrusus pallidus — вид долгоносиков-скосарей из подсемейства Entiminae.

## Описание
Жук длиной 4—5 мм. Имеет чёрно-коричневую окраску, надкрылья часто светлые, усики и ноги ржаво-жёлтого цвета. Надкрылья в одинаковых волосовидных чешуйках, иногда с металлическим отливом, но не имеющие ланцетовыдной формы. Надкрылья с сильно выступающими плечевыми бугорками и с плоским поперечным вдавлением близ основания.

## Экология
Взрослый жук полифаг, но обычен на сосне (Pinus).